# Longitarsus heinigi
Longitarsus heinigi es una especie de insecto coleóptero de la familia Chrysomelidae. Fue descrita científicamente en 2002 por Doeberl.